# Вильканец, Марьян Фёдорович
Марьян (Людвиг) Фёдорович Вильканец (ок. 1799 — не ранее 1830) — декабрист, поручик Литовского пионерного батальона Несвижского карабинерного полка; член «Общества военных друзей»

## Биография
Происходил из дворян Виленской губернии, крестьян не имел.
Зачисленный 26 мая 1814 года в Дворянский полк при 2-м кадетском корпусе, был выпущен из него 6 мая 1819 года прапорщиком в Несвижский карабинерный полк; подпоручик с 13 июня 1821, поручик с 8 мая 1824 года. Был членом тайного «Общества военных друзей».
Был арестован 22 марта 1826 года и находился в Белостоке под следствием по делу о выступлении Литовского пионерного батальона. Хотя он был не согласен с решением некоторых офицеров не принимать присягу Николаю I, но, не донёс об этом начальству. Вёл себя на следствии дерзко, не подписывал выписки по делу и даже бежал из-под ареста «яко бы для принесения начальству жалобы на несправедливость суда».
Военным судом был приговорён к смертной казни, но по высочайшей конфирмации 15 апреля 1827 года был лишён чинов и дворянства и разжалован в рядовые, после шестимесячного заключения в Бобруйской крепости отправлен на службу в Грузию. Впоследствии был переведён в Кавказский отдельный корпус, в 1830 году служил в Кавказском линейном батальоне № 10.